# در شهر سپید
در شهر سپید (فرانسوی: Dans la ville blanche‎) یک فیلم درام به کارگردانی آلن تانر است که در سال ۱۹۸۳ منتشر شد. این فیلم در سی‌وسومین دورهٔ جشنواره بین‌المللی فیلم برلین به نمایش درآمد و نمایندهٔ سوئیس جهت رقابت برای جایزه اسکار بهترین فیلم بین‌المللی در پنجاه و ششمین دوره جوایز اسکار بود که به فهرست نهایی راه نیافت. از بازیگران این فیلم می‌توان به برونو گانتس و ترزا مادروگا اشاره کرد.